# 乔治·德朗萨尔
乔治·德朗萨尔（法語：Georges Dransart，1924年5月12日—2005年6月14日），法国男子皮划艇运动员。他曾代表法国参加1948年、1952年和1956年夏季奥林匹克运动会皮划艇比赛，共获得一枚银牌和二枚铜牌。